# Grovesinia
Grovesinia — рід грибів родини Sclerotiniaceae. Назва вперше опублікована 1983 року.